# متلازمة سلاي
متلازمة سلاي " Sly syndrome " كما تدعى داء عديد السكاريد المخاطي النوع السابع أو MPS ، هو مرض تخزين الليزوزومية وراثي متنحي يتميز نقص في انزيم β غلوكورونيداز، انزيم الليزوزومية فيؤدي إلى تراكم بعض الكربوهيدرات المعقدة ( عديدات السكاريد المخاطية ) في العديد من أنسجة وأعضاء الجسم.
سميت باسم مكتشفها وليام س. سلاى ( 1932- )، و عالم الكيمياء الحيوية الأمريكي، في عام 1969 الذي قضى ما يقرب من مسيرته الأكاديمية برمتها في جامعة سانت لويس .

## وراثية المرض
يقع هذا الجين المعيب مسؤولة عن متلازمة سلاي على الصبغي 7 .

## الأعراض
أعراض متلازمة سلاى مماثلة لتلك التي من متلازمة هيرلر (MPS I) . وتشمل الأعراض :
في الرأس والرقبة، والوجه وضخامة الرأس، بروز الوجنة الأمامي، وإغلاق سابق لأوانه من الغرز لامي السهمي، وعلى شكل J-السرج التركي
في عيون: عتامة القرنية والقزحية
في الأنف: جسر الأنف الهابط
في الفم : بروز قواعد الفك والحنك المشقوق
في القفص الصدري: عادة ما تكون الأضلاع على شكل المجذاف، أيضا فتق البطن والأربية أو السرة
في الأطراف: نخر رأس الفخذ، و ضيق في العظام الأنبوبية
في العمود الفقري: حداب مثل تشوهات في الحيوانات الفقارية الصدرية والقطنية
في العظام: خلل التعظم المتعدد
وبالإضافة إلى ذلك تحدث الالتهابات الرئوية المتكررة و تضخم الكبد و تضخم الطحال .الاضطرابات الأيضية في عديدات السكاريد المخاطية يرجع نقص في بيتا غلوكورونيداز مع شوائب الحبيبية في الأنظمة الحيوية والتمثيل الغذائي. تتأثر مهارات النمو والحركية، ويحدث التخلف العقلي أيضا.

## انتشار المرض
يحدث في أقل من 1 في 250000 ولادة.

## أسماء أخرى
ومن المعروف داء عديد السكاريد المخاطي النوع السابع أيضا نقص β غلوكورونيداز، بيتا غلوكورونيداز نقص داء عديد السكاريد المخاطي، ونقص GUSB ، مرض تخزين عديد السكاريد المخاطي السابع، MCA ، و MR .